# حلقه سرطنابی

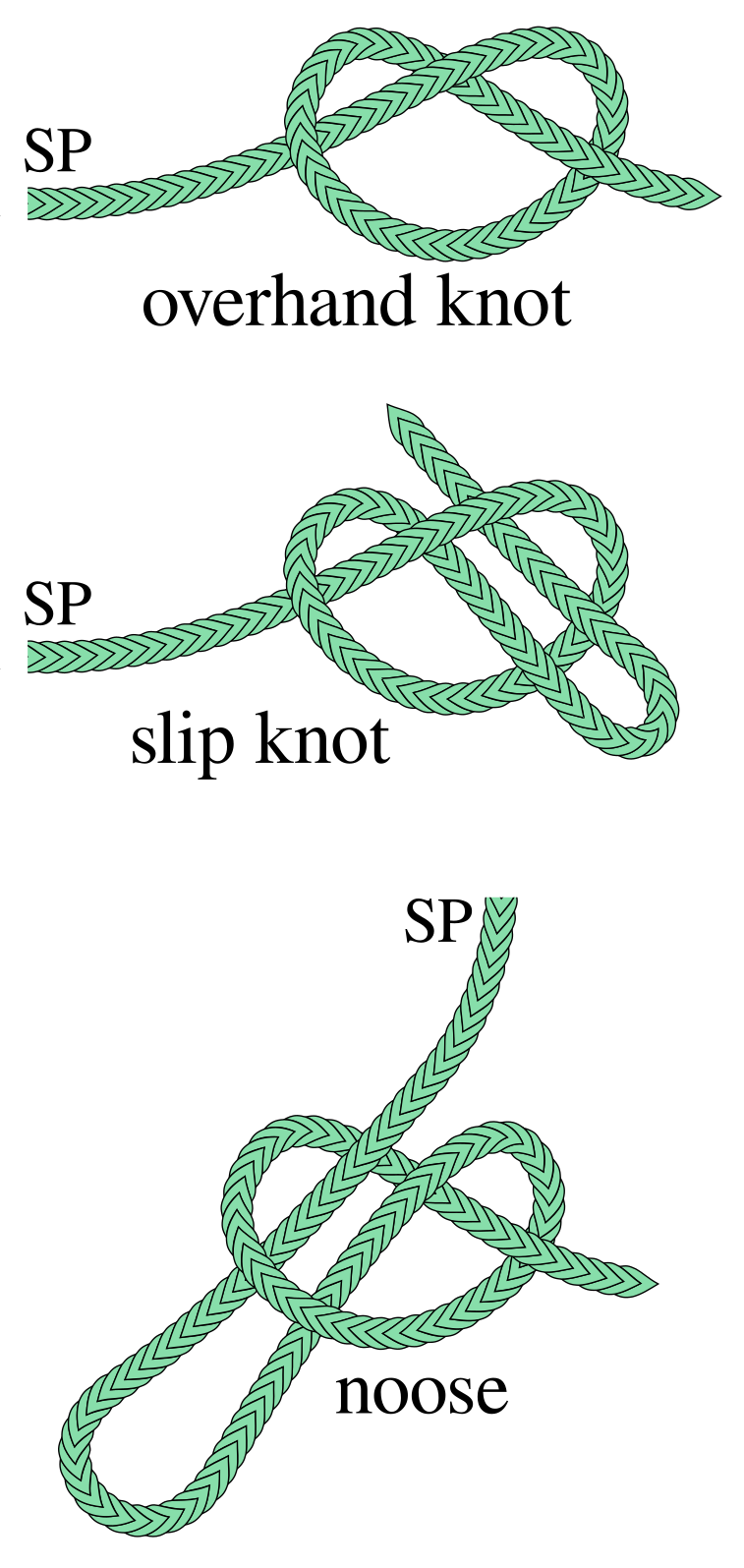
گره طناب یک نسخه لغزنده از گره روی دست است

حلقه سرطنابی Noose حلقه‌ای است در انتهای طناب که در آن گره زیر بار سفت می‌شود و می‌توان بدون بازکردن گره آن را باز کرد. گره را می‌توان برای محکم کردن طناب به یک تیرک، میله یا جانور استفاده کرد، اما تنها در جایی که انتهای آن در موقعیتی باشد که بتوان حلقه را از روی آن عبور داد.
گره با ایجاد چرخشی در انتهای طناب و گذراندن یک حلقه در قسمت ایستاده از آن انجام می‌شود. گره حلقه سرطنابی یک نسخه لغزنده از گره روی دست است.
طنابی که در دو سر آن حلقه سرطنابی داشته باشد؛ طناب دوسر حلقه گفته می‌شود.